# Kommounistiki Organosi Elladas
Die Kommounistikí Orgánosi Elládas (griechisch Κομμουνιστική Οργάνωση Ελλάδας (Κ.Ο.Ε.) ‚Kommunistische Organisation Griechenlands‘) ist eine griechische kommunistische Organisation, die sich nach eigener Aussage in Theorie und Praxis am von Karl Marx und Friedrich Engels begründeten revolutionären Marxismus, am Leninismus sowie an den Schriften Mao Zedongs orientiert. Sie fordert die Schaffung einer "Volksmacht".

## Politik
Die KOE kämpft dem eigenen Vernehmen nach für ein von Imperialismus und Krieg befreites, unabhängiges Griechenland und fordert den Austritt des Landes aus der NATO und der EU sowie die Auflösung „imperialistischer Organisationen“ wie IWF und WHO. Zur Erreichung ihrer Ziele arbeitet die Organisation in verschiedenen Massenorganisationen mit, darunter die Gewerkschaft des Werktätigen Volkes und das Griechische Sozialforum. Die KOE war Mitglied der griechischen linken Partei SYRIZA – Vereinte Soziale Front. Im Juli 2015 verließen 17 Mitglieder das Zentralkomitee von SYRIZA, davon traten 3 Parlamentsabgeordnete aus der Syriza-Fraktion aus.

## International
Die KOE ist Mitglied der Internationalen Konferenz Marxistisch-Leninistischer Parteien und Organisationen (IKMLPO), der Balkankonferenz Kommunistischer und Arbeiterparteien (BCCWP) und Gründungsmitglied der International Coordination of Revolutionary Parties and Organizations (ICOR).

## Organisationsstruktur
Nach eigener Aussage ist die KOE die drittgrößte linke Organisation des Landes und verfügt über Basisorganisationen in 38 griechischen Städten. Dadurch ist sie „über das ganze Land, einschließlich verschiedener Inseln verteilt“ anzutreffen.

## Geschichte
Die KOE ging auf ihrem im Januar 2003 abgehaltenen Gründungskongress aus der Organisation A/synechia (deutsch etwa: „Kontinuität“) hervor. Der zweite Kongress der KOE fand im Juni 2007 statt.
Im Juli 2013 teilte die Organisation mit, zu Gunsten der Stärkung SYRIZAs und deren Einheit als Partei ihre eigenständige Außenkommunikation einzustellen.
Im Juli 2015 beendete die KOE ihre Mitarbeit in und Unterstützung für SYRIZA.

## Publikationen
„Aristera!“ (deutsch: „Links!“) war der Name des landesweit zweiwöchentlich erschienenen Organs der KOE, das im Januar 2010 eingestellt wurde. Seit Februar 2010 veröffentlicht die KOE gemeinsam mit einer weiteren linken Organisation eine Schrift namens „Dromos tis aristeras“ (deutsch: „Weg der Linken“).
Die Organisation gibt ein eigenes theoretisches Organ heraus.
Die KOE besitzt einen eigenen Verlag namens „Editions A/synechia“.